# William Peters
Ne doit pas être confondu avec le peintre britannique William Peters.
 (avril 2019).
Si vous disposez d'ouvrages ou d'articles de référence ou si vous connaissez des sites web de qualité traitant du thème abordé ici, merci de compléter l'article en donnant les références utiles à sa vérifiabilité et en les liant à la section « Notes et références ».
William Robert Peters, dit Bill Peters, (né le 13 janvier 1965) est un entraîneur canadien de hockey sur glace. Il a été entraîneur-chef des Flames de Calgary, des Hurricanes de la Caroline et de l'équipe canadienne masculine de hockey sur glace.

## Enfance et carrière
Peters est né à Three Hills, en Alberta, où il a passé les dix premières années de sa vie dans une ferme d'élevage de bétail et de céréales. Il a ensuite déménagé à Killam, où il a commencé à jouer à la fois au hockey sur glace et au baseball. À l'âge de quinze ans, Peters s'est cassé le genou alors qu'il était écrasé sur son vélo par une voiture, une blessure qui l'a empêché de jouer de manière professionnelle. Il a joué deux saisons avec les Augustik Vikings et une avec les Red Deer College Kings, où il a remporté le championnat de la Conférence des athlètes de l’Alberta Colleges (1989) sous la direction du futur mentor Mike Babcock. Après cela, il a commencé sa carrière en tant que manager dans l'équipe junior B de Killam à l'âge de 24 ans, avant de déménager au Texas pour le poste d'infirmière de sa femme. Peters a aidé à ouvrir la première patinoire de hockey sur glace de San Antonio et a organisé des écoles de hockey chaque été aux États-Unis et au Canada. Il a également disputé son seul match en tant que professionnel au Texas, en remplacement de dernière minute en 1996 des Iguanas de San Antonio de la Ligue centrale de hockey.

## Statistiques entraîneur
| Saison    | Équipe                    | Ligue    |    | PJ | V  | D | N  | Pr   | % V                     |  | Séries éliminatoires |
| 2002-2003 | Pronghorns de Lethbridge  | U Sports |    |    |    |   |    |      |                         |  |                      |
| 2003-2004 | Pronghorns de Lethbridge  | U Sports |    |    |    |   |    |      |                         |  |                      |
| 2004-2005 | Pronghorns de Lethbridge  | U Sports | 35 | 5  | 28 |   |    | 14,3 |                         |  |                      |
| 2005-2006 | Chiefs de Spokane         | LHOu     | 72 | 25 | 39 | 5 | 3  | 34,7 | Non qualifiés           |  |                      |
| 2006-2007 | Chiefs de Spokane         | LHOu     | 72 | 36 | 28 | 4 | 4  | 50,0 | Éliminés au 1er tour    |  |                      |
| 2007-2008 | Chiefs de Spokane         | LHOu     | 72 | 50 | 15 | 1 | 6  | 69,4 | Remporte le championnat |  |                      |
| 2008-2009 | IceHogs de Rockford       | LAH      | 80 | 40 | 34 | - | 6  | 50,0 | Éliminés au 1er tour    |  |                      |
| 2009-2010 | IceHogs de Rockford       | LAH      | 80 | 44 | 30 | - | 6  | 55,0 | Éliminés au 1er tour    |  |                      |
| 2010-2011 | IceHogs de Rockford       | LAH      | 80 | 38 | 33 | - | 9  | 47,5 | Non qualifiés           |  |                      |
| 2014-2015 | Hurricanes de la Caroline | LNH      | 82 | 30 | 41 | - | 11 | 36,6 | Non qualifiés           |  |                      |
| 2015-2016 | Hurricanes de la Caroline | LNH      | 82 | 35 | 31 | - | 16 | 42,7 | Non qualifiés           |  |                      |
| 2016-2017 | Hurricanes de la Caroline | LNH      | 82 | 36 | 31 | - | 15 | 43,9 | Non qualifiés           |  |                      |
| 2017-2018 | Hurricanes de la Caroline | LNH      | 82 | 36 | 35 | - | 11 | 43,9 | Non qualifiés           |  |                      |
| 2018-2019 | Flames de Calgary         | LNH      | 82 | 50 | 25 | - | 7  | 61,0 | Éliminés au 1er tour    |  |                      |
| 2019-2020 | Flames de Calgary         | LNH      | 28 | 12 | 12 | - | 4  | 42,9 | Démissionnaire          |  |                      |